# Mastigoromus rectangularis
Mastigoromus rectangularis är en mångfotingart som beskrevs av Hoffman 1990. Mastigoromus rectangularis ingår i släktet Mastigoromus och familjen Oxydesmidae. Inga underarter finns listade i Catalogue of Life.